# Thelypteris peripae
Thelypteris peripae là một loài thực vật có mạch trong họ Thelypteridaceae. Loài này được (Sodiro) C.F. Reed miêu tả khoa học đầu tiên năm 1968.